# Hannah Montana: Film
Hannah Montana: Film – amerykański film muzyczny w reżyserii Petera Chelsoma, fabularna kontynuacja popularnego serialu Hannah Montana. Film miał swoją światową premierę 10 kwietnia 2009 w Stanach Zjednoczonych, a Polsce 17 kwietnia 2009.
W weekend otwierający emisję w Stanach Zjednoczonych wpływy ze sprzedaży biletów wyniosły 32 324 487 dolarów amerykańskich.

## Fabuła
Hannah Montana staje się coraz bardziej popularną nastolatką, a Miley coraz trudniej zachować swój sekret w tajemnicy. Wścibski reporter nasłany przez tandetną gazetę chodzi za nią krok w krok, ma za zadanie odkryć sekret Hannah i pokazać go całemu światu. Robby Ray (Billy Ray Cyrus) ma już dość Hannah Montany, widzi jak zmieniła się jego córka. Zniszczone urodziny Lilly (Emily Osment), ciągłe afery sprawiają, że postanawia zabrać Miley do rodzinnego domu w Tennessee gdzie dziewczyna ma spędzić 2 tygodnie i wybrać co dla niej jest ważne – sława i Hannah Montana czy przyjaźń i normalne życie. Miley w ogóle nie jest z tego zadowolona, perspektywa 2 tygodni bez Hannah jest dla niej czymś strasznym, ale do czasu. Travis (Lucas Till), który pracuje u Ruby – babci Miley (Margo Martindale) – pokazuje jej co jest pięknego w Tennessee i za czym tęskniła. Ojciec Miley poznaje Lorelai (Melora Hardin), która właśnie się wprowadziła i pracuje u Ruby... zakochują się w sobie. Na akcji poświęconej zebraniu pieniędzy na zapłatę za pole Travis poznaje tajemnicę Miley... Początkowo nudny pobyt na wsi, pomaganie babci i Travisowi zamienia się jednak w przygodę, której Hannah zupełnie się nie spodziewa.

## Lokacje zdjęć
Film kręcono w Columbii, Nashville i Franklin (Tennessee) oraz w Los Angeles, Santa Monica i Inglewood (Kalifornia) w USA.

## Obsada
- Miley Cyrus – Miley Stewart / Hannah Montana
- Lucas Till – Travis Brody
- Emily Osment – Lilly Truscott/Lola Luftnagle
- Billy Ray Cyrus – Robby Ray Stewart
- Jason Earles – Jackson Stewart
- Melora Hardin – Lorelei
- Margo Martindale – Ruby
- Mitchel Musso – Oliver Oken/Mike Standley III
- Taylor Swift – zagrała samą siebie
- Adam Gregory – Drew
- Vanessa Williams – Vita
- Barry Bostwick – Mayor
- Moises Arias – Rico
- Tyra Banks – zagrała samą siebie

## Wersja polska
Wersja polska: Sun Studio Polska

Reżyseria: Artur Kaczmarski

Dialogi polskie: Kuba Wecsile

Dźwięk i montaż: Ilona Czech-Kłoczewska

Kierownictwo produkcji: Beata Jankowska, Marcin Kopiec

Zgranie wersji polskiej: Shepperton International

Opieka artystyczna: Michał Wojnarowski

Produkcja polskiej wersji językowej: Disney Character Voices International, Inc.

W wersji polskiej udział wzięli:
- Julia Hertmanowska – Hannah / Miley
- Krzysztof Banaszyk – Robby Stewart
- Emilia Krakowska – Babcia Ruby
- Jakub Wesołowski – Travis Brody
- Julia Kołakowska-Bytner – Lilly / Lola
- Marcin Hycnar – Jackson Stewart
- Joanna Koroniewska – Lorelai
- Agata Kulesza – Vita
- Mateusz Narloch – Oliver
- Wit Apostolakis-Gluziński – Rico
- Krzysztof Krupiński – Oswald Granger
- Marek Barbasiewicz – Bradley
- Anna Gajewska – Tyra Banks

W pozostałych rolach:
- Joanna Borer-Dzięgiel
- Marta Gierzyńska
- Łucja Grochal
- Matylda Kaczmarska
- Elżbieta Kijowska
- Joanna Kopiec
- Beata Łuczak
- Joanna Pach
- Martyna Sommer
- Beata Wyrąbkiewicz
- Włodzimierz Bednarski
- Maciej Cyngot
- Grzegorz Drojewski
- Artur Kaczmarski
- Klaudiusz Kaufmann
- Karolina Kocberska
- Jan Kulczycki
- Adam Pluciński
- Miłogost Reczek
- Paweł Szczesny
- Janusz Wituch

## Piosenki
| No. | Song                                      | Śpiewa                        | Miejsce wykonywania                   |
| --- | ----------------------------------------- | ----------------------------- | ------------------------------------- |
| 1   | „The Best of Both Worlds: 2009 Movie Mix” | Hannah Montana                | Koncert                               |
| 2   | „The Good Life”                           | Hannah Montana                | Butik                                 |
| 3   | „Everything I Want”                       | Steve Rushton                 | urodziny Lily                         |
| 4   | „Let's Get Crazy”                         | Hannah Montana                | urodziny Lilly                        |
| 5   | „Backwards” (Acoustic)                    | Rascal Flatts                 | dom Ruby                              |
| 6   | „Bless the Broken Road” (Acoustic)        | Rascal Flatts                 | dom Ruby                              |
| 7   | „Don't Walk Away”                         | Miley Cyrus                   | kurnik                                |
| 8   | „Dream”                                   | Miley Cyrus                   | gdy Travis oprowadza Miley po okolicy |
| 9   | „Back to Tennessee”                       | Billy Ray Cyrus               | koncert charytatywny                  |
| 10  | „Crazier”                                 | Taylor Swift                  | koncert charytatywny                  |
| 11  | „Hoedown Throwdown”                       | Miley Cyrus                   | koncert charytatywny                  |
| 12  | „Butterfly Fly Away”                      | Miley Cyrus & Billy Ray Cyrus | altana                                |
| 13  | „Rock Star”                               | Hannah Montana                | koncert charytatywny                  |
| 14  | „The Climb”                               | Miley Cyrus                   | koncert charytatywny                  |
| 15  | „You'll Always Find Your Way Back Home”   | Hannah Montana                | koncert charytatywny                  |
| 16  | „Hoedown Throwdown” (Reprise)             | Miley Cyrus                   | (napisy końcowe)                      |
| 17  | „Let's Do This”                           | Hannah Montana                | (napisy końcowe)                      |
| 18  | „Spotlight”                               | Hannah Montana                | (napisy końcowe)                      |

## Nagrody
| Rok  | Nagroda          | Kategoria                                     | Rezultat  |
| ---- | ---------------- | --------------------------------------------- | --------- |
| 2009 | MTV Gold Popcorn | Najlepsza piosenka filmowa – The Climb        | Nominacja |
| 2009 | MTV Gold Popcorn | Przełomowa rola żeńska – Miley Cyrus          | Wygrana   |
| 2010 | People’s Choice  | Najlepszy film familijny                      | Nominacja |
| 2010 | Złota Malina     | Najgorsza rola drugoplanowa - Billy Ray Cyrus | Wygrana   |
| 2010 | Złota Malina     | Najgorsza aktorka - Miley Cyrus               | Nominacja |

## DVD
Oficjalna premiery płyty DVD w Polsce nastąpiła 8 września 2009. Na płycie znajduje się m.in.:
- wycieczka po Los Angeles i Franklinie (Tennessee) wraz z Emily Osment i Miley Cyrus;
- szkoda że, nie poszedłem do szkoły filmowej - Jason Earles;
- komentarz reżysera do filmu;
- teledysk do piosenki The Climb;
- sceny niewykorzystane;
- bezpośredni dostęp do scen.

## Premiery na świecie
| Kraj              | Data             |
| ----------------- | ---------------- |
| Egipt             | 8 kwietnia 2009  |
| Izrael            | 9 kwietnia 2009  |
| Stany Zjednoczone | 10 kwietnia 2009 |
| Kanada            | 10 kwietnia 2009 |
| Kuwejt            | 16 kwietnia 2009 |
| Polska            | 17 kwietnia 2009 |
| Węgry             | 23 kwietnia 2009 |
| Chile             | 30 kwietnia 2009 |
| Wietnam           | 30 kwietnia 2009 |
| Kolumbia          | 1 maja 2009      |
| Finlandia         | 1 maja 2009      |
| Włochy            | 1 maja 2009      |
| Norwegia          | 1 maja 2009      |
| Południowa Afryka | 1 maja 2009      |
| Szwecja           | 1 maja 2009      |
| Wielka Brytania   | 1 maja 2009      |
| Dania             | 7 maja 2010      |
| Peru              | 7 maja 2010      |
| Hiszpania         | 8 maja 2009      |
| Argentyna         | 14 maja 2009     |
| Islandia          | 15 maja 2009     |
| Turcja            | 15 maja 2009     |
| Meksyk            | 22 maja 2009     |
| Austria           | 28 maja 2009     |
| Niemcy            | 1 czerwca 2009   |
| Niemcy            | 4 czerwca 2009   |
| Singapur          | 4 czerwca 2009   |
| Szwajcaria*       | 4 czerwca 2009   |
| Brazylia          | 11 czerwca 2009  |
| Czechy            | 11 czerwca 2009  |
| Bułgaria          | 12 czerwca 2009  |
| Estonia           | 12 czerwca 2009  |
| Francja           | 17 czerwca 2009  |
| Grecja            | 18 czerwca 2009  |
| Hongkong          | 18 czerwca 2009  |
| Szwajcaria*       | 24 czerwca 2009  |
| Australia         | 25 czerwca 2009  |
| Japonia           | 10 marca 2010    |